# 費舍爾鎮區 (愛荷華州弗里蒙特縣)
費舍爾鎮區（英語：Fisher Township）是位於美國愛荷華州弗里蒙特縣的一個行政鎮區。

## 地方資料
根據2010年美國人口普查的數據，費舍爾鎮區的面積為104.78平方千米，當中陸地面積為104.78平方千米，而水域面積為0.00平方千米。當地共有人口698人，而人口密度為每平方千米6.66人。